# Heinrich Anz
Pour les articles homonymes, voir ANZ.
Heinrich Anz, né le 2 mai 1797 à Naumburg et mort le 17 août 1865 à Halle, est un fonctionnaire et homme politique prussien, membre du Parlement de Francfort de 1848 à 1849.

## Biographie
Fils d'un administrateur public, Anz est né le 2 mai 1797 à Naumburg, alors une enclave de l'électorat de Mayence dans le landgraviat de Hesse-Cassel. Après avoir pris part à la fin des guerres napoléoniennes en tant qu'engagé volontaire dans l'armée prussienne, il entreprend des études de droit et de sciences camérales à l'université de Halle et à l'université d'Iéna de 1816 à 1819. En 1817, il adhère à l'Urburschenschaft (société d'étudiants) de Halle et participe à la fête de la Wartbourg. À la suite de ses études, il entre en 1821 dans l'administration prussienne comme stagiaire (Referendar) dans le district de Minden. Il exerce ensuite la fonction d'administrateur (de) de l'arrondissement de Wiedenbrück (de) par intérim de 1822 à 1823, puis celles d'administrateur cantonal et maire provisoire à Beverungen de 1826 à 1827 et, à nouveau, de 1828 à 1831, à Halle dans la province de Westphalie. Cependant, il est renvoyé pour mauvaise conduite en 1831.
Il travaille par la suite pour le district de Münster à partir de 1832 en tant qu'assesseur, avant d'être nommé conseiller dans le district de Marienwerder dans la province de Prusse en 1837. En 1848, il est élu député au Parlement de Francfort dans la 25e circonscription de la province de Prusse, représentant l'arrondissement de Marienwerder (de). Il prend ses fonctions le 25 mai, siège à la commission des finances à partir du 25 août et rejoint la fraction Landsberg (centre). En mars 1849, il vote pour l'élection du roi de Prusse Frédéric-Guillaume IV comme empereur des Allemands, avant de quitter l'assemblée le 30 mai. Il fait alors partie des députés libéraux qui forment le parlement de Gotha en juin.
En 1850, Anz est muté dans le district de Magdebourg en Saxe puis, en 1854, il prend sa retraite, s'établissant d'abord à Eisleben puis ultérieurement à Halle en Westphalie, où il meurt le 17 août 1865 à 68 ans.